# Passiflora edmundoi
Passiflora edmundoi Sacco – gatunek rośliny z rodziny męczennicowatych (Passifloraceae Juss. ex Kunth in Humb.). Występuje endemicznie we wschodniej Brazylii w stanach Bahia, Espírito Santo oraz Minas Gerais. 

## Morfologia

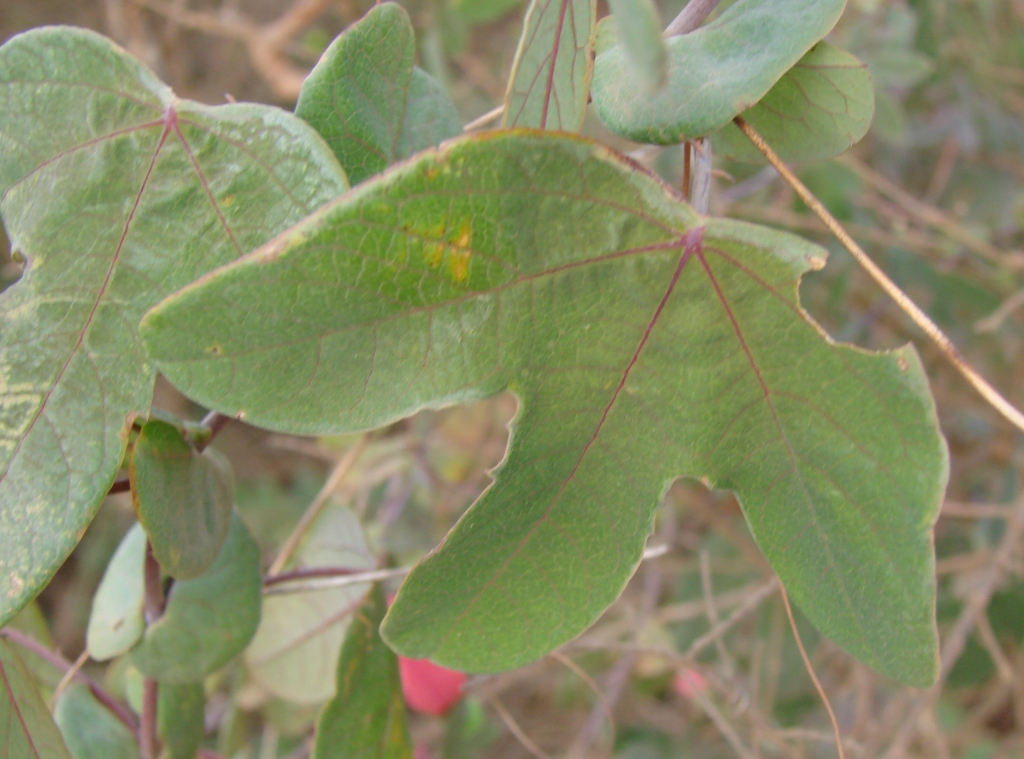
Liście są potrójnie klapowane

PokrójZdrewniałe, trwałe, owłosione liany.
LiścieOwalne, potrójnie klapowane, rozwarte lub ostrokątne u podstawy. Mają 5–9 cm długości oraz 5,5–8 cm szerokości. Całobrzegie, z tępym lub ostrym wierzchołkiem. Ogonek liściowy jest owłosiony i ma długość 25–35 mm. Przylistki są w kształcie nerki, mają 20–30 mm długości.
KwiatyPojedyncze lub zebrane w pary. Działki kielicha są podłużnie lancetowate, czerwonopurpurowe, mają 2,5–3 cm długości. Płatki są podłużnie lancetowate, czerwonopurpurowe, mają 2,2–2,5 cm długości. Przykoronek ułożony jest w 2–3 rzędach, niebieskofioletowy, ma 2–6 mm długości.
OwoceSą elipsoidalnego kształtu. Mają 6–9 cm długości i 2–3 cm średnicy.

## Biologia i ekologia
Występuje w lasach na wysokości około 1000 m n.p.m.